# هاوند، همپشر
هاوند (به انگلیسی: Hound) یک روستا و محله مدنی در بریتانیا است که در Eastleigh واقع شده‌است. هاوند ۶٬۸۴۶ نفر جمعیت دارد.